# Macroscepis
Macroscepis is een geslacht uit de maagdenpalmfamilie (Apocynaceae). De soorten komen voor van Mexico tot in tropisch Zuid-Amerika.

## Soorten
- Macroscepis aurea E.Fourn.
- Macroscepis cornejoi Morillo
- Macroscepis diademata (Ker Gawl.) W.D.Stevens
- Macroscepis dutrae (Malme) Morillo
- Macroscepis elliptica N.E.Br.
- Macroscepis grandiflora (Mart.) H.A.Keller & Liede
- Macroscepis hatschbachii Morillo
- Macroscepis hirsuta (Vahl) Schltr.
- Macroscepis longiflora (Jacq.) Spreng.
- Macroscepis macrocorolla Morillo
- Macroscepis mesoamericana Morillo
- Macroscepis morilloana (Fontella) Morillo
- Macroscepis multiflora (Mart. & Zucc.) Morillo
- Macroscepis pleistantha Donn.Sm.
- Macroscepis schreiteri (Descole & T.Mey.) H.A.Keller & Liede
- Macroscepis selloana E.Fourn.
- Macroscepis sinalobolana L.O.Alvarado, Pío-León & M.G.Chávez
- Macroscepis stevensii Morillo
- Macroscepis uniflora Morillo
- Macroscepis urceolata H.Karst.
- Macroscepis yucatanensis Morillo

Aganonerion · 
Acokanthera · 
Adenium · 
Aganosma · 
Allamanda · 
Alstonia · 
Alyxia · 
Amalocalyx · 
Anodendron · 
Apocynum .
Asclepias · 
Baharuia · 
Baissea · 
Beaumontia ·
Caralluma · 
Carissa · 
Catharanthus · 
Cerbera · 
Ceropegia (lantaarnplanten) · 
Chonemorpha · 
Cleghornia · 
Cynanchum · 
Dewevrella ·
Dischidia ·
Ditassa  ·
Echites · 
Elytropus · 
Epigynum · 
Eucorymbia · 
Forsteronia · 
Hoodia · 
Hoya · 
Hylaea · 
Huernia · 
Ichnocarpus · 
Ixodonerium · 
Kopsia · 
Landolphia · 
Lhotzkyella · 
Macroditassa · 
Mandevilla · 
Manothrix · 
Margaretta · 
Marsdenia · 
Matelea · 
Melinia ·
Melodinus  · 
Merrillanthus · 
Metaplexis · 
Metastelma · 
Microdactylon · 
Microloma · 
Miraglossum · 
Mitostigma · 
Morrenia · 
Motandra · 
Nautonia · 
Neoschumannia · 
Nephradenia · 
Notechidnopsis · 
Odontadenia · 
Odontanthera · 
Oncinema · 
Oncostemma · 
Ophionella · 
Orbea · 
Orbeanthus · 
Orbeopsis · 
Orthanthera · 
Orthosia · 
Oxypetalum · 
Oxystelma · 
Pachycarpus · 
Pachycymbium · 
Pachypodium · 
Papuechites · 
Parameria · 
Parapodium · 
Parepigynum · 
Parsonsia · 
Pectinaria · 
Pentacyphus · 
Pentarrhinum · 
Pentasachme · 
Pentastelma · 
Pentatropis · 
Peplonia · 
Pergularia · 
Periglossum · 
Petopentia · 
Pherotrichis · 
Philibertia · 
Piaranthus · 
Pleurostelma · 
Plumeria · 
Pseudolithos · 
Quaqua · 
Quisumbingia · 
Raphistemma · 
Raphionacme · 
Rauvolfia · 
Rhyncharrhena · 
Rhyssolobium · 
Rhyssostelma · 
Rhytidocaulon · 
Riocreuxia · 
Rojasia · 
Sarcolobus ·
Sarcostemma · 
Schistogyne · 
Schistonema · 
Schubertia · 
Secamone · 
Secamonopsis · 
Seutera · 
Sindechites · 
Sisyranthus · 
Solenostemma · 
Sphaerocodon · 
Stapelia · 
Stapelianthus · 
Stapeliopsis · 
Stathmostelma · 
Stenomeria · 
Stenostelma · 
Stigmatorhynchus · 
Schizozygia · 
Tacazzea · 
Tectiphiala · 
Trachelospermum · 
Urceola · 
Vallariopsis · 
Vinca (maagdenpalm) · 
Vincetoxicum (engbloem)